# Kronologija Domovinskog rata: siječanj 1995.

### 2. siječnja
- Promet između Zagreba i Lipovca auto-cestom odvija se normalno. Iz Slavonskog Broda krenuli autobusi na redovnoj liniji za Zagreb.[1]
- Nakon reakcije Svetog pravoslavnog sinoda na Apel za mir kardinala Kuharia i Puljića, gotovo je izvjesno da je uzaludno slati takve apele.[1]
- Siti smo načina na koje pojedini zapovjednici UNPROFOR-a izbjegavaju izvršavati svoje jasno i precizno propisane obveze... Nije stvar u mandatu, nego u pojedinim generalima koja mandat tumače kao da su završili vojnu akademiju na Banjici, izjavio potpredsjednik Federacije BiH i član Predsjedništva BiH Ejup Ganić u intervjuu Večernjem Listu.[1]

### 3. siječnja
- Prema izjavama glasnogovornika zaštitnih snaga UN Michaela Williamsa na konferenciji za novinare u Zagrebu, Knin nije potpisao, niti će potpisati, sporazum o prekidu vatre, koji su potpisale zaraćene strane u BiH, jer je, prema njima, riječ o drugoj državi.[1]
- Prije potpisivanja sporazuma o prekidu vatre u BiH, HVO je u silovatom kontranapadu zauzeo Crni Lug i tako ovladao možda najjačim srpskim uporištem na livanjskoj bojišnici.[1]
- Hrvatska svoj zaposjednuti teritorij može vratiti vrlo brzo, a jedina prepreka je pitanje Baranje, jer bi oslobađanje Baranje značilo izravni rat sa Srbijom. Međutim, Baranju ćemo morati osloboditi na bilo koji način. Ili će Srbija pristati na mirno, Europsko rješenje, ili ćemo ratovati, izjavio za list Panorama general Janko Bobetko.[1]

### 4. siječnja
- U bazi UNPROFOR-a u zagrebačkoj zračnoj luci Pleso sastali su se voditelj hrvatskog državnog izaslanstava za pregovore s lokalnim Srbima inž. Hrvoje Šarinić i predstavnik Srba Borislav Mikelić, uz nazočnost supredsjedatelja Konferencije o bivšoj Jugoslaviji Davida Owena i Thorwalda Stoltenberga. Ragovaralo se o opskrbi strujom, vodom i o otvaranju naftovoda i cesta.[1]

### 5. siječnja
- Za sada se još ne stvara zajednička federalna vojska, nego se usklađuju planovi dijelova vojske HVO-a i Armije BiH protiv zajedničkog neprijatelja... Sada je valjda svakome jasno da je rat proveden radi stvaranja velike Srbije na račun hrvatskih zemalja, izjavio u intervjuu Večernjem listu mr. Vladimir Šoljić, dopredsjednik vlade HR Herceg Bosne i ministar obrane.[1]
- Vi g. Tripalo, optužujući predsjednika Tuđmana za gubitak 'trećine teritorija države' svjesno i namjerno bezočno lažete... Cijelom je svijetu jasno da niti su predsjednik Hrvatske dr. Franjo Tuđman niti HDZ 'izgubili trećinu teritorija', nego je dio teritorija Hrvatske okupirala jugoslavenska armija i Srbija uz pomoć pobunjenih Srba, reagira u Večernjem listu potpredsjednik Sabora Vladimir Šeks na intervju Mike Tripala beogradskom tjedniku Vreme.[1]
- Hrvatsko-američka udruga objavila u Washingtonu, uoči početka zasjedanja Kongresa SAD, svoj program Sporazum za Hrvatsku, u kojem će se zauzimati ta ukidanju embarga na oružje za Hrvatsku i BiH, reintegraciju hrvatskih područja pod srpskom okupacijom, jačanje američko-hrvatskih odnosa, potporu obnovi Hrvatske i zadržavanje ekonomskih sankcija protiv Srbije.[1]

### 6. siječnja
- Hrvatska ne može isporučiti polove generatora za HE Obrovac dok se stvarno stanje na auto-cesti Zagreb-Lipovac s potpisanim sporazumom ne promjeni, jer tamo, uz sam rub auto-ceste stoje vozila i osobe s oznakama srpske milicije, navodi se u pismu ing. Šarinića Yasushiju Akashiju, te Owenu i Stoltenbergu.[1]
- Prvi radni sastanak zajedničkog povjerenstva za provedbu gospodarskog sporazuma između predstavnika hrvatske državne vlasti i lokalnih Srba koji se trebao održati u Divuljama nije održan u drugom pokušaju, zbog nedolaska srpskog predstavnika Milana Babića.[1]
- Predsjednik hrvatskog Sabora dr. Nedjeljko Mihanović uputio božičnu čestitku hrvatskim građanima pravoslavne vjeroispovijesti.[1]
- Hrvatsko Žrtvoslovno društvo pokrenulo Actio popularis - narodnu tužbu - protiv B.B. Ghalija, glavnog tajnika OUN-a, zbog zločina propusta u njegovoj dužnosti očuvanja mira, a u ime milijuna žrtava agresivnog rata Srbije protiv Hrvatske i BiH.[1]

### 7. siječnja
- Ako do 10. siječnja UNPROFOR ne ispuni svoju zadaću u provedbi rezolucija UN-a, Hrvatska će mu otkazati gostoprimstvo, rekao je glavni tajnik HDZ-a Zlatko Canjuga u Sinju.[1]

### 8. siječnja
- Predsjednik Tuđman primio je u Predsjedničkim dvorima izaslanstvo Federacije BiH, HR Herceg-Bosne, HVO-a i zapovjednike Kupresa, te ih pozvao da što više doprinose ostvarivanju Washingtonskih sporazuma.[1]
- Općinsko vijeće Vareša na čelu s predsjednikom Miroslavom Pejčinovićemm uputilo pismo predsjedniku RH Franji Tuđmanu, u kojem se navodi da je položaj Hrvata u Varešu nepodnošljiv, te da nemaju najelementarnija ljudska prava.[1]

### 9. siječnja
- Predsjednik Tuđman primio je u Predsjedničkim dvorima predsjednika i potpredsjednika Federacije BiH, Krešimira Zubaka i Ejupa Ganića, a tom prigodom založio se za brže ostvarivanje Federacije BiH.[1]
- Predsjednik Tuđman primio je u Predsjedničkim dvorima novog šefa promatračke misije EU u Hrvatskoj Alberta Turota.[1]
- U Pekingu se sastali hrvatski i kineski premijer, Nikica Valentić i Li Peng, a tom prigodom potpisani sporazumi o izbjegavanju dvostrukog oporezivanja i o ukidanju viza za nositelje diplomatskih putovnica te memorandum o suradnji INE i SINOCHEMA.[1]

### 10. siječnja
- Hrvatsko izaslanstvo, koje na čelu s premijerom Valentićem boravi u Narodnoj Republici Kini, primio kineski predsjednik Jiang Zemin, koji je tom prigodom iskazao podršku teritorijalnoj reintegraciji okupiranih područja Hrvatskoj.[1]
- Predsjednik Tuđman primio vjerodajnice pakistanskog veleposlanika Muhamada Rashid Bega.[1]
- Što je učinio UNPROFOR u proteklih sto dana za prognanike u Hrvatskoj, bit će glavna točka sjednice Izvršnog odbora zajednice prognanika Hrvatske, najavio je njezin predsjednik Mato Šimić. Po njegovu mišljenju apsolutno ništa. Nitko se za to vrijeme nije vratio kući, a čak se i pilot program povratka prestao spominjati.[1]
- Vlada HR Herceg-Bosne srpsku stranu smatra odgovornom za patnje hrvatskih civila. Stalno zlostavljanje i progon, te upotrebu civila hrvatske nacionalnosti za živi štit ili prisilne radove vlada tumači kao nepoštivanje međunarodnih konvencija i ljudskih prava, ali i očit primjer nepoštivanja ranijih i najnovijih mirovnih sporazuma.[1]

### 11. siječnja
- U bazi UNPROFOR-a na Plesu sastali se šef hrvatskih pregovarača inž. Hrvoje Šarinić i predstavnik Srba iz UNPA Borislav Mikelić, uz prisutnost Owena i Stoltenberga. Hrvatska strana i dalje čvrsto zahtijeva da se odrede datumi do kojih će odredbe sporazuma od 2. prosinca biti provedene u djelo.[2]
- Hrvatska Vlada ne pristaje više na to da UNPROFOR štiti postojeće nelegalno stanje, nego će preuzeti odgovornost koja pripada Hrvatskoj kao suverenoj državi, izjavio u Parizu ministar vanjskih poslova RH dr. Mate Granić u razgovoru sa šefom francuske diplomacije Alain Juppeom.[2]
- Predsjednik Republike Hrvatske dr. Franjo Tuđman i Predsjednik SAD Bill Clinton razmijenili pisma u sklopu diplomatskih aktivnosti razmjene mišljenja o pitanjima privremeno okupiranih hrvatskih područja i produženja mandata UNPROFOR-a u Hrvatskoj.[2]
- Hrvatski premijer Valentić upoznao novinare s činjenicom da regularni mandat UNPROFOR-a traje do 31. ožujka, ali je hrvatski Sabor odlučio da zaštitnim snagama valja otkazati gostoprimstvo ako do 10. siječnja ne bude pomaka u reintegraciji okupiranih teritorija.[2]
- Ja jesam protiv federacije, kakvu žele i zamišljaju Muslimani. Mi hoćemo federaciju koja vodi u drugom smjeru, prema konfederaciji s Republikom Hrvatskom, izjavio je u intervjuu za Večernji list Ivan Bender, predsjednik Zastupničkog doma HR Herceg-Bosne.[2]

### 12. siječnja
- Predsjednik Tuđman primio u Predsjedničkim dvorima lorda Davida Owena i Thorvalda Stoltenberga, a nastavku pregovora s predstavnicima pobunjenih Srba, o provođenju Sporazuma od 2. prosinca 1994., o konkretnim pitanjima s tim u svezi, te o nastavku procesa normalizacije hrvatsko-srpskih odnosa.[2]
- U zračnoj luci Pleso s uspjehom završen još jedan krug pregovora o provedbi Sporazuma potpisanog 2. prosinca 1994. između hrvatskih vlasti i lokalnih Srba. Nakon auto-ceste, otvara se naftovod.[2]
- Zapovjednici bošnjačkih, hrvatskih i srpskih snaga u BiH, generali Delić, Blaškić i Mladić, potpisali sporazum o učvršćenju četveromjesečnog prekida vatre, javlja Reuter iz Sarajeva.[2]
- Vijeće sigurnosti UN suglasio se s nacrtom rezolucije, kojom bi se ublažene sankcije protiv Srbije produžile na još 100 dana.[2]

### 13. siječnja
- Sukladno sa svojim ustavnim ovlaštenjima, donio sam odluku o prestanku mandata mirovnih snaga na području Republike Hrvatske s danom isteka sadašnjeg mandata 31. ožujka ove godine, stoji u poslanici predsjednika RH dr. Franje Tuđmana hrvatskoj javnosti u povodu odluke o otkazivanju mandata mirovnim snagama UN.[2]
- Završetak mandata UNPROFOR-a ne znači i kraj pregovora, naprotiv, on bi trebao dati novi poticaj njihovim uspješnijem završetku. Hrvatska ostaje vjerna svojoj politici mirne reintegracije svojih okupiranih područja... stoji u pismu dr. Franje Tuđmana Boutrosu Ghaliju, u povodu otkazivanja mandata snagama UN.[2]
- Nema pregovora o hrvatskoj odluci. Kao neovisna i suverena zemlja, Hrvatska želi preuzeti svoj dio odgovornosti te, uz pomoć međunarodne zajednice problem okupiranih područja rješavati kao svoje unutrašnje pitanje, izjavio je ministar vanjskih poslova RH dr. Mate Granić na konferenciji za tisak u Zagrebu u povodu Predsjednikove odluke o otkazivanju mandata snagama UN.[2]
- Samo iz Baranje u protekla tri mjeseca protjerano je 111 Hrvata, a više od 300 Hrvata i Mađara moralo je napustiti svoje domove u prošlih pola godine izjavio je prognanik Josip Kumparović na sjednici Zajednice prognanika Hrvatske održana u Zagrebu.[2]

### 14. siječnja
- Kada bismo uspjeli pronaći samo jednog čovjeka koji je nestao nakon pada Vukovara, mislim da bi to pokrenulo cijeli proces... Jer ne može se vjerovati da nitko od njih nije živ. To je jednostavno nemoguće, izjavio u intervjuu Večernjem listu bojnik Ivan Grujić, predsjednik Vladine Komisije za zatočene i nestale.[2]

### 15. siječnja
- Otkaz UNPROFOR-u ne znači rat. To jest korak visokog rizika, kako kažu, ali je u isto vrijeme korak koji će nas dovesti prije do rješenja okupiranih područja, do normalizacije odnosa među državama nastalim na tlu bivše Jugoslavije, izjavio predsjednik Tuđman na sastanku sa znanstvenim radnicima u Zagrebu.[2]
- U Zagrebu održan veliki javni skup prognanika u znak potpore poslanici Predsjednika Republike Hrvatske.[2]

### 16. siječnja
- Odluka o otkazu UNPROFOR-u ne znači prekid razgovora i pregovora. Ali, ako u nekom razumnom roku ne dođe do rezultata, nećemo se odreći ni krajnjeg sredstva, a na što uostalom polažu pravo i druge europske zemlje, rekao u razgovoru s delegacijom parlamentarne skupine Vijeća Europe, koja je posjetila Zagreb na čelu s Pierrom van den Lindenom, predsjednik Odbora za vanjsku politiku Sabora dr. Žarko Domljan.[2]
- Komisija Justitia et pax Hrvatske biskupske konferencije dala na svom zasjedanju podršku odluci predsjednika Tuđmana o otkazivanju produžetka mandata UNPROFOR-u.[2]
- Odluka o ne produženju mandata UNPROFOR-u pokazuje da želimo na miran način riješiti glavno pitanje demokratske Hrvatske. problem okupiranih hrvatskih područja. Daljnji ciljevi hrvatske državne politike bit će usmjereni na oživotvorenje Washingtonskih sporazuma, a također i na normalizaciju odnosa između Hrvatske i Srbije, izjavio predsjednik Tuđman na novogodišnjem primanju za članove diplomatsko-konzularnog zbora u Republici Hrvatskoj.[2]
- Zapovjednik snaga UN u BiH general Michael Rose namjeravao dati bosanskim Srbima kopije tajnih letačkih planova NATO-a, otkriva The Times, pozivajući se na izvore NATO-a i UN.[2]

### 17. siječnja
- Glavni tajnik UN Boutros Ghali uputio izvješće Vijeću sigurnosti u kojem izražava zabrinutost zbog mogućnost izbijanja rata nakon povlačenja UNPROFOR-a iz Hrvatske.[2]
- Ghali u svom izvješću Vijeću sigurnosti, u kojem izražava zabrinutost zbog otkazivanja mandata UNPROFOR-a u Hrvatskoj, prešućije njegov opći neuspjeh.[2]
- Od početka ove godine, u samo 15 dana Srbi su iz Banja Luke, Kotor-Varoša, Bosanske Gradiške, Ključa, Doboja i drugih mjesta Sjeverozapadne Bosne prognali ukupno 492 osobe, stoji u izvještaju dužnosnika Visokog povjerenstva za izbjeglice u Zapadnom sektoru.[2]

### 18. siječnja
- Uskraćivanje suglasnost Hrvatske za djelovanje UNPROFOR-a na njezinu teritoriju postaje izvršno 31. ožujka 1995. u 24 sata po zagrebačkom vremenu, a povlačenje snaga mora biti završeno do 30. lipnja 1995., stoji u pismu hrvatskog ministra vanjskih poslova dr. Mate Granića upućenom predsjedavajućem Vijeća sigurnosti UN Emiliju Cardenasu.[2]
- Danas se jasno moglo vidjeli srpska sposobnost da diktiraju međunarodnu politiku, ako su američki i europski dužnosnici doputovali na Pale - uporište bosanskih Srba - unatoč rezoluciji Vijeća sigurnosti, kojom se zabranjuju kontakti sa Srbima, piše New York Times.[2]

### 19. siječnja
- Desetodnevni pregovori s misijom MMF-a uspješno okončani, pri čemu je postignuta suglasnost o svim bitnim pitanjima gospodarske politike do kraja ove godine, izvješteno je na sjednici Vlade Republike Hrvatske.[2]
- Muslimanska strana želi Federaciju podrediti Republici, a mi držimo da je ona novi subjekt, čelništvo SDA zakazalo je održavanje svoje stranke u vrijeme kada je bilo najavljeno zasjedanje Ustavotvorne skupštine, izjavili Dario Kordić i Ivan Bender, obraćajući se novinarima u Mostaru nakon neuspjelog nastavka zasjedanja Ustavotvorne skupštine BiH.[2]

### 20. siječnja
- UNPROFOR se pretvorio u logističku podršku Srbima na okupiranom području: omogućio im je da drže puno manje snaga prema slobodnom teritoriju Hrvatske, te im dostavlja sve što im je potrebno za život, izjavio u intervjuu za Večernji List predsjednik klubova zastupnika HDZ-a u Saboru Ivan Milas.[2]

### 21. siječnja
- Predsjednik Tuđman primio je u Predsjedničkim dvorima izaslanstvo Europske unije i strane veleposlanike u Hrvatskoj, koji su izrazili zabrinutost zbog hrvatskog otkaza UNPROFOR-u.[3]
- Visoko hrvatsko izaslanstvo s premijerom Valentićem na čelu razgovaralo u Mostaru s europskim upraviteljem Hansom Koschnikom i gradonačelnikom Mijom Brajkovićem, a pri tome insistiralo na dosljednom i maksimalnom provođenju Washingtonskog sporazuma.[3]
- Prognani Vukovarci održali u Zagrebu zbor potpore odluci Sabora i predsjednika Tuđmana o odlasku UNPROFOR-a.[3]

### 22. siječnja
- Dosadašnje odbijanje Beograda da prizna hrvatsku državu samo je blef, rekao predsjednik Tuđman u intervjuu njemačkom listu Der Spiegel.[3]
- Milošević još uvijek nije dovoljno pritisnut da prizna Hrvatsku. Njihov sat (SRJ - Milošević) usklađuje se pod prisilom i svjetskih okolnosti. To što se nama žuri, drugi o tome ne vode računa. No i to vrijeme ima svoj početak i kraj, izjavio predstojnik Ureda hrvatske Vlade u Beogradu dr. Zvonimir Marković u intervjuu Večernjem listu.[3]
- Britanski general-major Rupert Smith preuzet će 24. siječnja dužnosti od sadašnjeg zapovjednika UNPROFOR-a za BiH Michaela Rosea.[3]

### 23. siječnja
- Predsjednik Republike Hrvatske dr. Franjo Tuđman primio u Predsjedničkim dvorima podtajnika za obrambenu politiku SAD-a Waltera B. Slocomba, koji mu je prenio zabrinutost američke vlade u svezi s odlukom o otkazivanju mandata UNPROFR-u.[3]
- Predtavnici UNPROFOR-a obavijestili novinare u Karlovcu da je mješovita stručna komisija pregledala dio naftovoda i njegovih postrojenja na području sjever i utvrdili njegovu ispravnost. Predstavnici civilnih poslova UNPROFOR-a u sektoru Sjever nadaju se da će naftovod moći u eksploataciju već početkom sljedećeg tjedna.[3]
- Želimo poručiti srpskom pučanstvu na okupiranom području da cilj Hrvatske nije vojna opcija. A ako bi došlo do nje, ne bi glavne žrtve bili njihovi vođe, jer su si oni na vrijeme osigurali stanove i kuće i zaposlenje negdje drugdje, već obično pučanstvo, izjavio u intervjuu Večernjem listu inicijator osnivanja saborskog odbora za mirnu reintegraciju zastupnik Drago Krpina.[3]

### 24. siječnja
- Predsjednik Tuđman primio u Predsjedničkim dvorima predsjednika Predsjedništva BiH Aliju Izetbegovića i predsjednika Federacije BiH Krešimira Zubaka.[3]
- Predsjednik Tuđman primio u Predsjedničkim dvorima vjerodajnice grčkog i norveškog veleposlanika, Constantina Yerocostopulosa i Bjorna Frodea Osternsa.[3]
- Odbor za unutarnju politiku i nacionalnu sigurnost Zastupničkog doma Sabora odobrio Vladin izvještaj o okončanju mandata zaštitnih snaga UN-a i predložio da se Vladi naloži da izradi program odlaska UNPROFOR-a.[3]
- Vojni promatrači UN-a u Sarajevu izvijestili su o novim napadima Abdićevih snaga i srpskih postrojbi iz UNPA područja na položaje Armije BiH jugoistočno od Velike Kladuše.[3]
- Uredništvo lista Sjeverozapadne Bosne glas, glasila udruge Bijeli put, nastavilo poimence objavljivati sudbine mučenih i nasilno odvođenih banjalučkih civila u prosincu 1994.[3]
- Europska unija pozvala sve bosanske strane da se vrate pregovorima u najkraćem mogućem roku, a hrvatsku Vladu da još jednom razmotri svoju odluku o otkazivanju mandata UNPROFOR-u kako ne bi time ugrozila cjelokupni mirovni proces.[3]
- Vijeće sigurnosti UN produljilo ograničenja na putovanja i robnu razmjenu bosanskim Srbima. Sankcije su nametnute prošle jeseni zbog odbijanja bosanskih Srba da prihvate mirovni plan kontaktne skupine.[3]

### 25. siječnja
- Slijedom sporazuma od 2. prosinca 1994. i nakon izvršenih pregleda i potrebnih predradnji, danas se pušta u eksploataciju sjeverni ogranak Jadranskog naftovoda, koji djelomično prolazi kroz UNPA sektor Sjever. Dana 26. siječnja nafta će poteći iz Omišlja prema Sisku i sjevernoeuropskim zemljama, stoji u priopćenju objavljenom iz Ureda Predsjednika Republike Hrvatske.[3]
- Hrvatski predsjednik dr. Franjo Tuđman i inž. Hrvoje Šarinić primili u Predsjedničkim dvorima supredsjedatelje Međunarodne konferencije o bivšoj Jugoslaviji Davida Owena.[3]
- Povlačenje trupa UNPROFOR-a iz Hrvatske bila bi istinska katastrofa, koja bi imala direktne posljedice i na ostanak snaga UN-a u BiH, izjavio u Ženevi Boutros Boutros Ghali.[3]
- Hrvatska ima dovoljno iskustva, državničke i političke zrelosti da svoje probleme rješava samostalno i bez obzira na neke izvana zagovarane redoslijede, rekao dr. Mate Granić na zasjedanju Zastupničkog doma Sabora, obrazlažući odluku o otkazu mandata UNPROFOR-u.[3]
- Predsjednik dr. Franjo Tuđman uživa povjerenje 87 posto Hrvata, što je značajno više od povjerenja iskazanog drugim europskim državnicima, stoji u rezultatima prvog ovlaštenog američkog istraživanja javnog mnijenja u Hrvatskoj, koje je provela Informativna agencija SAD (USIA).[3]
- Golemi su ljudski gubici (10 056 ubijenih građana) u tisuću dana opsade grada, neviđena razaranja, uništene komunikacije, onemogućeni su znanost i kulturno prožimanje, izjavio u intervjuu za Večernji list gradonačelnik Sarajeva dr. Tarik Kupusović, u povodu 1.000 dana opsade Sarajeva.[3]
- Na odlasku nitko neće liti suze niti oprostiti se od generala Rosea stiskom ruku. On je prije bio oruđe britanske vanjske politike, nego izvršitelj mandata UN-a, izjavio bosanski dopredsjednik Ejup Ganić njemačkom dnevniku Sueddeutsche Zeitung.[3]

### 26. siječnja
- Iz Omišlja prema Sisku potekle prve tone nafte. Zasad se naftovodom u jednom satu transportira 800 do 1.000 prostornih metara nafte.[3]
- Zajednica Srba u Hrvatskoj izrazila u priopćenju zabrinutost zbog mogućeg razvoja političke situacije otkazom mandata UNPROFOR-u u Hrvatskoj.[3]
- Djelatnost UNPROFOR-a u Hrvatskoj s vremenom preobrazila u suprotnost od onoga što joj je prvobitno bio cilj, njegovi su vojnici svojom pasivnom prisutnošću na okupiranim područjima stabilizirali srpsku vlast, piše u uglednom njemačkom listu Frankfurter Allgemeine Zeitung urednik J.G. Reismueller.[3]

### 27. siječnja
- Još nije povijesno-činjenično i povijesno-filozofijski obrađena tragedija hrvatskog naroda u doba 2. svjetskog rata, naglasio predsjednik Tuđman primajući u Predsjedničkim dvorima izaslanstvo HAZU.[3]
- Veleposlanik SAD Peter Galbraith kanio doći u Vukovar, ali mu je na kontrolnom prijelazu kod Lipovca rečeno da za to nije stiglo odobrenje iz Knina.[3]
- Ne isključujem mogućnost da odluka o otkazu mandata UNPROFOR-u u Hrvatskoj pridonese ubrzavanju pregovora i sklapanju političkog dogovora, izjavio u intervjuu Večernjem listu supredsjedatelj Konferencije o bivšoj Jugoslaviji Thorvald Stoltenberg.[3]

### 28. siječnja
- Predsjednik Hrvatskog društva političkih zatvorenika Đuro Perica izabran u Budimpešti za jednog od tri predsjednika Međunarodne asocijacije bivših političkih zatvorenika.[3]

### 29. siječnja
- Zajedničkom izjavom i priopćenjem za javnost u Mostaru završeno prvo zasjedanje Biskupske konferencije BiH. Za predsjednika Konferencije izabran vrhbosanski nadbiskup i metropolit kardinal Vinko Puljić, za dopredsjednika msgr. Franjo Komarica.[3]
- Berlusconijev list Il Giornale objavio huškački intervju jugoslavenskog ministra Vladislava Jovanovića, u kojem traži od Talijana okupaciju Istre.[3]

### 30. siječnja
- Predsjednik Republike Hrvatske dr. Franjo Tuđman primio u Predsjedničkim dvorima veleposlanike skupine Z4 koji su mu predali, u ime Europske unije, SAD, Rusije i Međunarodne ženevske konferencije, nacrt plana Z4 za Hrvatsku.[3]
- U Beču hrvatski ministar vanjskih poslova dr. Mate Granić razgovarao sa šefom austrijske diplomacije dr. Aloisom Mockom, a primio ga je i predsjednik Republike Austrije Thomas Klestil.[3]
- Novih sukoba s Hrvatima neće biti, kazao u Sarajevu bosanskohercegovački predsjednik Alija Izetbegović, nakon susreta s hrvatskim predsjednikom dr. Franjom Tuđmanom u Zagrebu.[3]
- U okupiranim područjima Hrvatske stvari ostaju nepromijenjene ili se mijenjaju na gore, izjavio na zasjedanju Komisije UN-a za ljudska prava u Ženevi Tadensz Mazowiecki, izvjestitelj UN-a za područje bivše Jugoslavije.[3]

### 31. siječnja
- Predsjednik Tuđman razgovarao u Zagrebu s njemačkim ministrom vanjskih poslova Klausom Kinkelom, te mu priopćio da Hrvatska prihvaća pozitivne dijelove plana Z-4 za pregovore, ali ne može prihvatiti ništa što je mimo i izvan Ustava RH i međunarodnih konvencija o pravima manjina.[3]
- U Zagreb se vratili iz Knina veleposlanici skupine Z-4 te izvijestili da su kninski Srbi odlučno odbili prihvatiti plan Z-4, a odbio ih je primiti i Slobodan Milošević.[3]
- Ministar vanjskih poslova SRJ Vladislav Jovanović demantirao u beogradskom tisku da je rekao beogradskom dopisniku agencije BETA iz Rima kako Istra ni po čemu nije Hrvatska, odnosno da je Hrvatska drži pod okupacijom, dok talijanski dopisnik ponovno potvrđuje Jovanovićeve riječi u navodima.[3]
- Američki veleposlanik Peter Galbraith, na konferenciji za novinare u Zagrebu četvorice veleposlanika skupine Z-4, istaknuo da Srbi nikad neće dobiti državu u Hrvatskoj.[3]
- Misija Vijeća Europe pregledat će 10 000 umjetničkim djela, koja su Srpski pobunjenici pokrali u Hrvatskoj, javlja talijanska agencija AdnKronos iz Beograda[3]